# Kazsok
Kazsok is een plaats (község) en gemeente in het Hongaarse comitaat Somogy. Kazsok telt 377 inwoners (2001).